# Luísa de Eslésvico-Holsácia-Sonderburgo-Glucksburgo
Luísa de Eslésvico-Holsácia-Sonderburgo-Glucksburgo (Castelo de Luisenlund, 6 de janeiro de 1858 – Marburgo, 2 de julho de 1936) foi uma princesa alemã, consorte de Jorge Vítor, Príncipe de Waldeck e Pyrmont. Luísa era a terceira filha de Frederico, Duque de Eslésvico-Holsácia-Sonderburgo-Glucksburgo e da princesa Adelaide de Schaumburg-Lippe e também sobrinha do rei Cristiano IX da Dinamarca.

## Casamento e descendência
Luísa casou-se com Jorge Vítor, Príncipe de Waldeck e Pyrmont, filho de Jorge II, Príncipe de Waldeck e Pyrmont e da sua esposa, a princesa Ema de Anhalt-Bernburg-Schaumburg-Hoym, a 29 de abril de 1891 no Schloss Luisenlund. Luísa e Jorge tiveram apenas um filho:
- Wolrad de Waldeck e Pyrmont (26 de junho de 1892 – 17 de outubro de 1914), morreu em combate pouco depois do início da Primeira Guerra Mundial.

Quando se casou com Jorge Vítor, Luísa tornou-se madrasta dos sete filhos que tinham nascido do primeiro casamento do marido com a princesa Helena de Nassau. Entre eles incluía-se a rainha-mãe Ema dos Países Baixos (apenas sete meses mais nova do que ela) e a princesa Helena, Duquesa de Albany. Luísa era quarenta-e-um anos mais nova do que o marido da sua enteada, o rei Guilherme III dos Países Baixos. Luísa morreu um ano e meio antes do nascimento da rainha Beatriz dos Países Baixos, que era bisneta da sua enteada.

## Títulos, formas de tratamento, honras e brasão de armas

### Títulos e formas de tratamento
- 6 de janeiro de 1858 - 19 de dezembro de 1863: Sua Alteza Sereníssima, a princesa Luísa de Eslésvico-Holsácia-Sonderburgo-Glucksburgo
- 19 de dezembro de 1863 - 29 de abril de 1891: Sua Alteza, a princesa Luísa de Eslésvico-Holsácia-Sonderburgo-Glucksburgo
- 29 de abril de 1891 - 12 de maio de 1893: Sua Alteza, a princesa de Waldeck e Pyrmont
- 12 de maio de 1893 - 2 de julho de 1936: Sua Alteza, a princesa-viúva de Waldeck e Pyrmont

## Genealogia
| Luísa de Eslésvico-Holsácia-Sonderburgo-Glucksburgo | Pai: Frederico, Duque de Eslésvico-Holsácia-Sonderburgo-Glucksburgo | Avô paterno: Frederico Guilherme, Duque de Eslésvico-Holsácia-Sonderburgo-Glucksburgo | Bisavô paterno: Frederico Carlos Luís, Duque de Eslésvico-Holsácia-Sonderburgo-Beck |
| Luísa de Eslésvico-Holsácia-Sonderburgo-Glucksburgo | Pai: Frederico, Duque de Eslésvico-Holsácia-Sonderburgo-Glucksburgo | Avô paterno: Frederico Guilherme, Duque de Eslésvico-Holsácia-Sonderburgo-Glucksburgo | Bisavó paterna: Frederica de Schlieben                                              |
| Luísa de Eslésvico-Holsácia-Sonderburgo-Glucksburgo | Pai: Frederico, Duque de Eslésvico-Holsácia-Sonderburgo-Glucksburgo | Avó paterna: Luísa Carolina de Hesse-Cassel                                           | Bisavô paterno: Carlos de Hesse-Cassel                                              |
| Luísa de Eslésvico-Holsácia-Sonderburgo-Glucksburgo | Pai: Frederico, Duque de Eslésvico-Holsácia-Sonderburgo-Glucksburgo | Avó paterna: Luísa Carolina de Hesse-Cassel                                           | Bisavó paterna: Luísa da Dinamarca (1750–1831)                                      |
| Luísa de Eslésvico-Holsácia-Sonderburgo-Glucksburgo | Mãe: Adelaide de Schaumburg-Lippe (1821-1899)                       | Avô materno: Jorge Guilherme, Príncipe de Schaumburg-Lippe                            | Bisavô materno: Filipe II, Conde de Schaumburg-Lippe                                |
| Luísa de Eslésvico-Holsácia-Sonderburgo-Glucksburgo | Mãe: Adelaide de Schaumburg-Lippe (1821-1899)                       | Avô materno: Jorge Guilherme, Príncipe de Schaumburg-Lippe                            | Bisavó materna: Juliana de Hesse-Philippsthal                                       |
| Luísa de Eslésvico-Holsácia-Sonderburgo-Glucksburgo | Mãe: Adelaide de Schaumburg-Lippe (1821-1899)                       | Avó materna: Ida de Waldeck e Pyrmont                                                 | Bisavô materno: Jorge I, Príncipe de Waldeck e Pyrmont                              |
| Luísa de Eslésvico-Holsácia-Sonderburgo-Glucksburgo | Mãe: Adelaide de Schaumburg-Lippe (1821-1899)                       | Avó materna: Ida de Waldeck e Pyrmont                                                 | Bisavó materna: Augusta de Schwarzburg-Sondershausen                                |